# Aeschnophlebia risi
Aeschnophlebia risi – gatunek ważki z rodziny żagnicowatych (Aeshnidae). Występuje w południowo-wschodnich Chinach (w prowincji Fujian), na Tajwanie oraz na Wyspach Yaeyama w południowo-zachodniej części japońskiego archipelagu Riukiu.